# Brachystegia puberula
Brachystegia puberula Hutch. & Burtt Davy è una pianta della famiglia delle Fabacee (sottofamiglia Detarioideae), nativa dell'Africa.

## Distribuzione e habitat
Questa specie è segnalata in Angola, Tanzania, Zambia e Zaire.